# 滕國公主
滕國公主（?—?），本名不詳，為北宋第二代皇帝宋太宗第一皇女，母元德皇后。
滕國公主早早夭折，在其父宋太宗在位时没有被封为公主，宋徽宗即位后，于元符三年（1100年）三月，追封她为滕國大長公主。后改公主为帝姬，政和四年（1114年）十二月，改封和慶大長帝姬。